# Hypocometa
Hypocometa is een geslacht van vlinders van de familie spanners (Geometridae), uit de onderfamilie Larentiinae.

## Soorten
- H. auxostira Prout, 1925
- H. bathylima Prout, 1932
- H. benguetana Schultze, 1910
- H. bostryx Prout, 1932
- H. clauda Warren, 1896
- H. curvistriga Warren, 1894
- H. decussata Moore, 1867
- H. definita Joicey & Talbot, 1917
- H. dialitha West, 1929
- H. hypelaina Prout, 1929
- H. leptomita Prout, 1926
- H. mesogrammata Walker, 1863
- H. praeëminens Prout, 1916
- H. rufulata Warren, 1899
- H. titanis Prout, 1925